# Eric Willett
Eric Willett (Breckenridge, 2 januari 1988) is een Amerikaanse snowboarder.

## Carrière
Bij zijn wereldbekerdebuut, in januari 2013 in Copper Mountain, scoorde Willett direct wereldbekerpunten. Op de FIS wereldkampioenschappen snowboarden 2013 in Stoneham eindigde de Amerikaan als 22e op het onderdeel big air en als 58e op het onderdeel slopestyle.
In december 2014 behaalde hij in Istanboel zijn eerste toptienklassering in een wereldbekerwedstrijd. Op 27 februari 2015 boekte Willett in Park City zijn eerste wereldbekerzege.

## Resultaten

### Wereldkampioenschappen
| Jaar | Plaats   | Resultaten                 |
| ---- | -------- | -------------------------- |
| 2013 | Stoneham | 22e Big Air 58e Slopestyle |

### Wereldbeker
Eindklasseringen
| Seizoen   | Algm | BA  | SBS   |
| --------- | ---- | --- | ----- |
| 2012/2013 | 64e  | –   | 23e   |
| 2013/2014 | –    | –   | –     |
| 2014/2015 | 6e   | 14e | Brons |

Wereldbekerzeges
| Datum            | Plaats    | Onderdeel  |
| ---------------- | --------- | ---------- |
| 27 februari 2015 | Park City | Slopestyle |